# Phyllocnistis populiella
Phyllocnistis populiella är en fjärilsart som beskrevs av Victor Toucey Chambers 1875. Phyllocnistis populiella ingår i släktet Phyllocnistis och familjen styltmalar. Inga underarter finns listade i Catalogue of Life.

## Bildgalleri

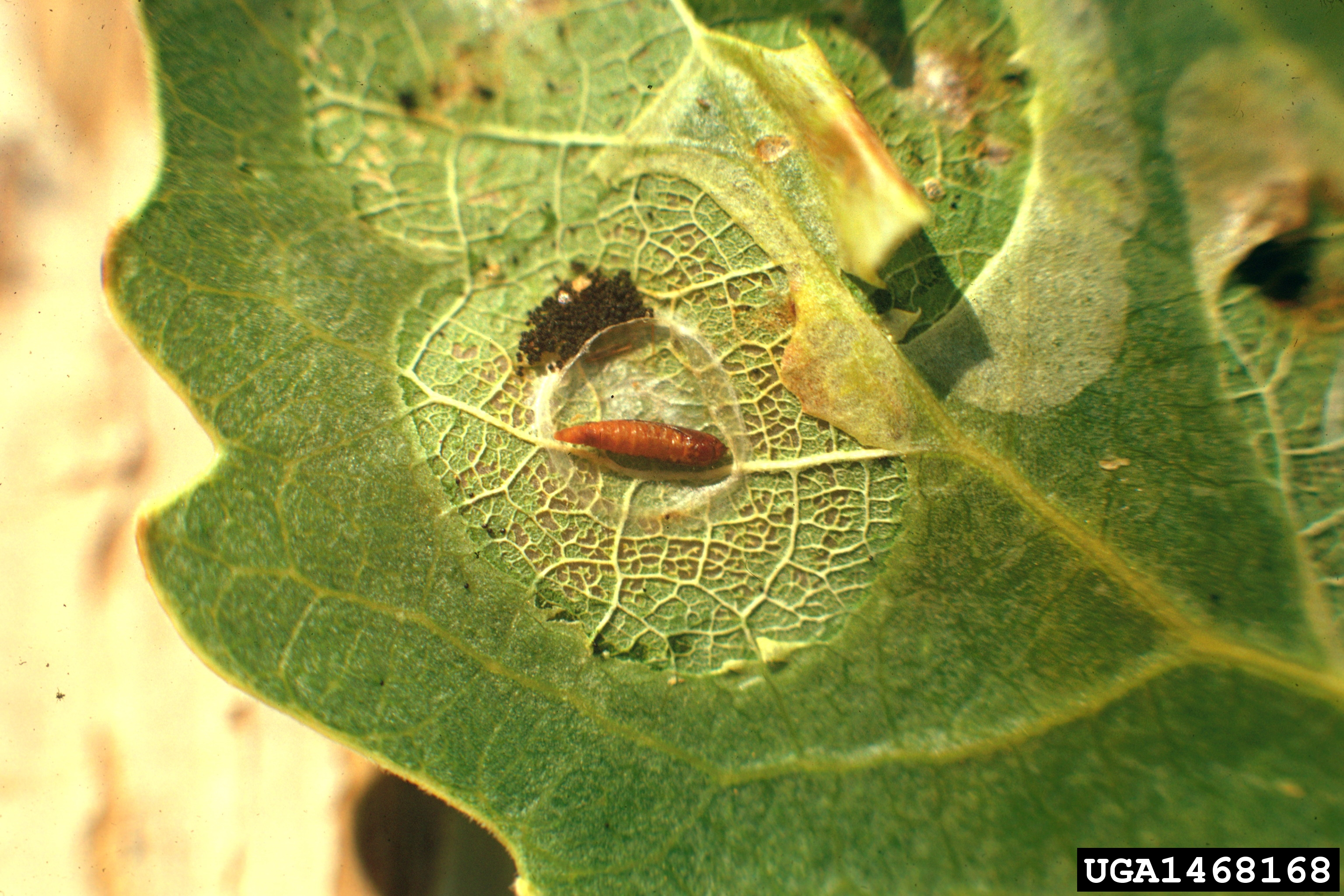
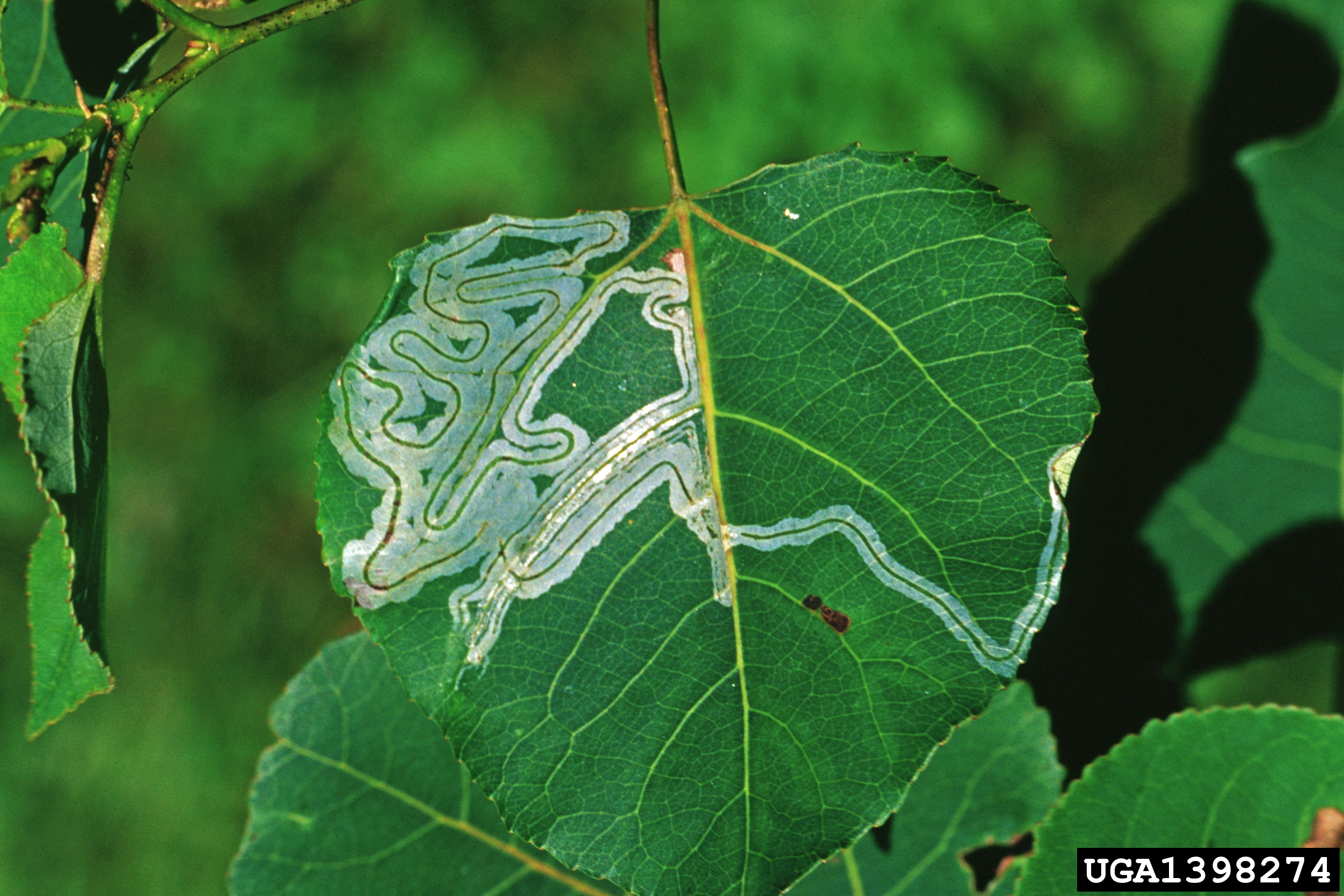
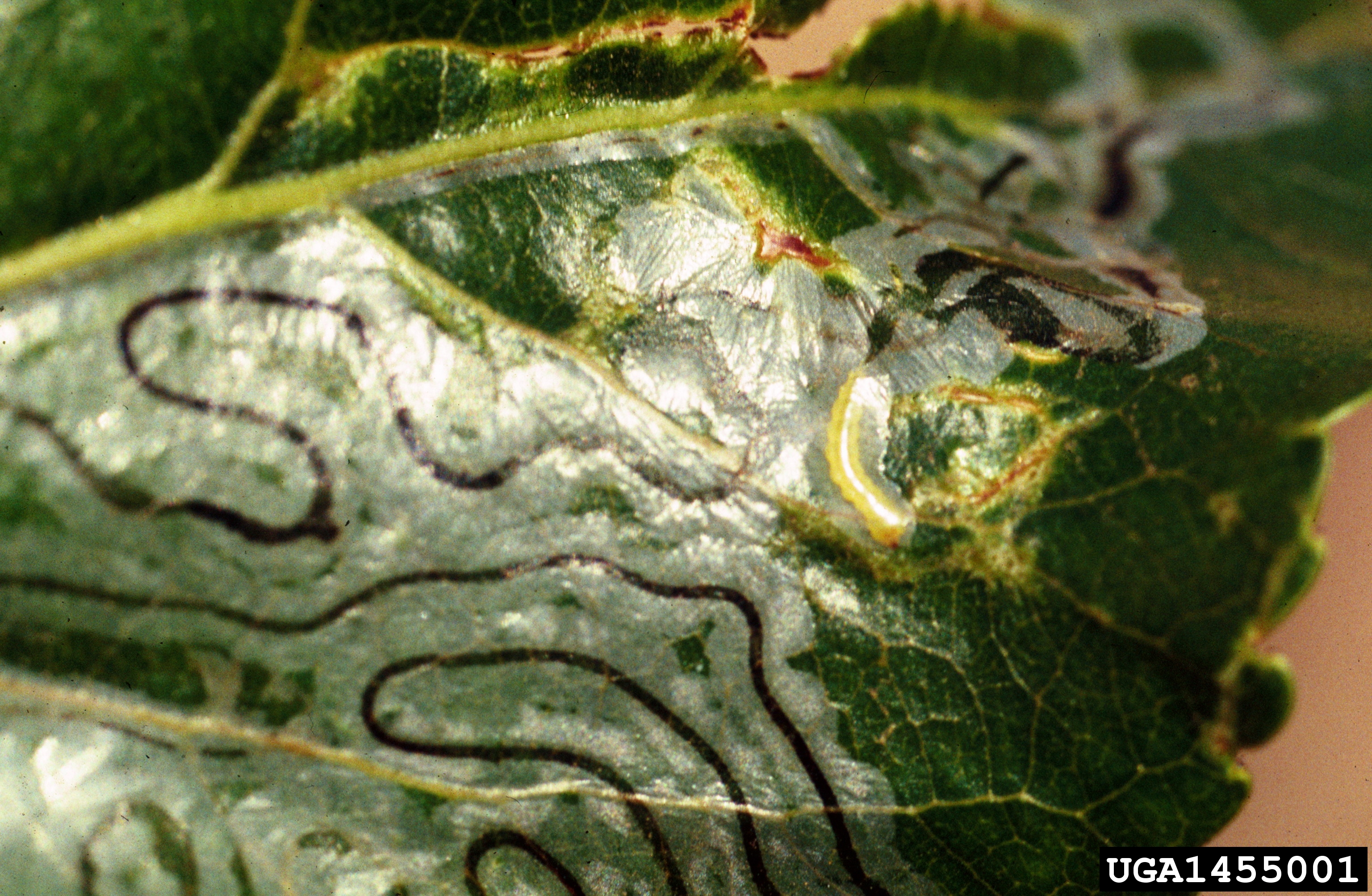
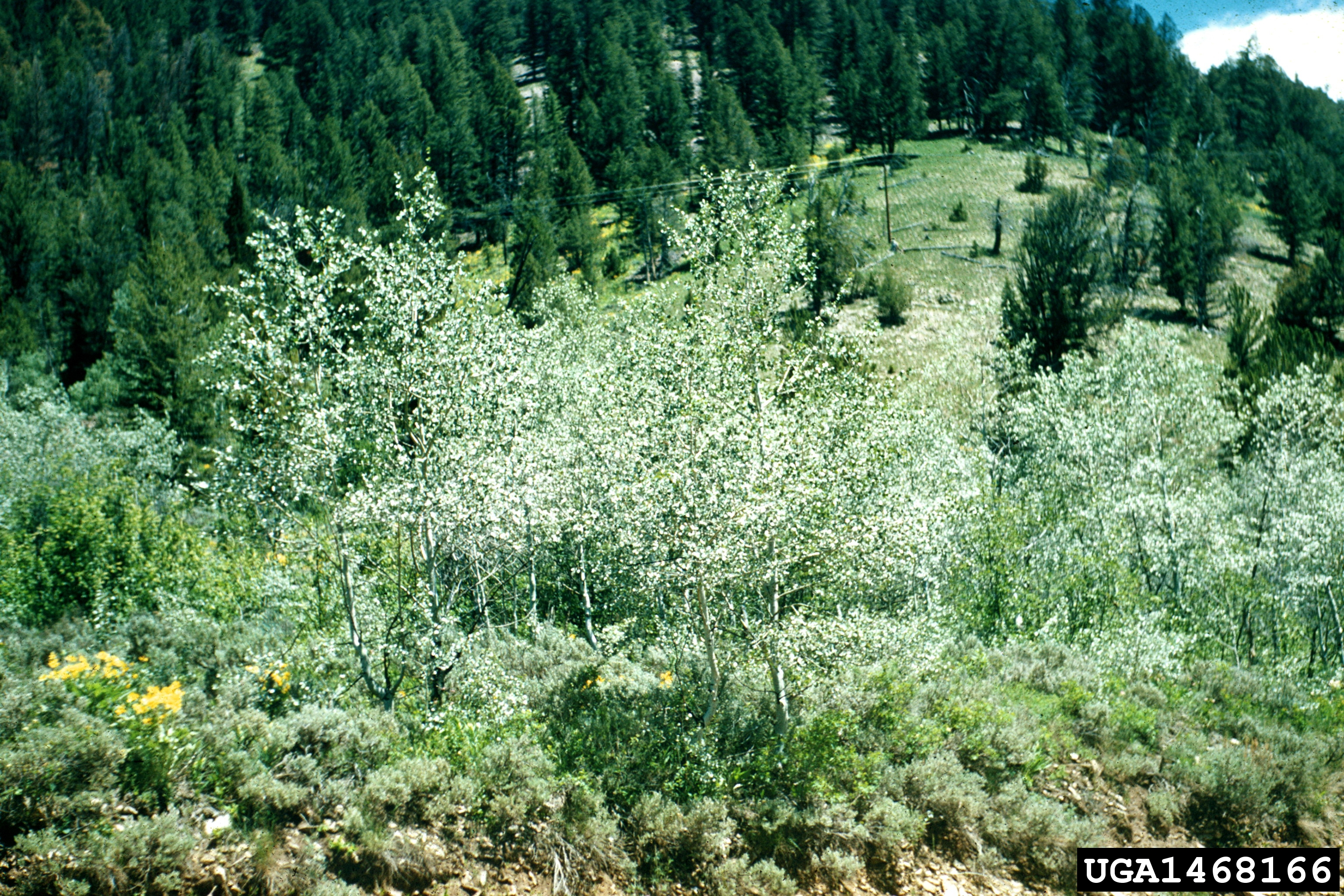